# ابوالقاسم طنبوری
ابوالقاسم طنبوری بازرگانی بغدادی بود که حکایت‌های گوناگونی ازش رایج است، و شناخته‌تر از همه داستانِ کفش‌هایش.

## در هنر و ادبیاتِ نوین
ادیب‌الممالک فراهانی حکایتِ کفش‌های طنبوری را به شعرِ فارسی درآورده است. فیلمِ کفشهای میرزا نوروز نیز بر اساسِ سرگذشتِ ابوالقاسم طنبوری است.
در اردن و کویت نیز از ماجرای کفش‌های طنبوری فیلم‌هایی ساخته شده است.